# Prisión de Junction City
La Prisión de Junction City estuvo localizada en la intersección de S Adcock Road y Pen Road NW cerca de Junction City, Ohio.
Originalmente el sitio de una fábrica de ladrillo, el Estado de Ohio adquirió la propiedad en 1913 para ser usada como prisión auxiliar de la Penitenciaría de Ohio en Colón, Ohio, para el cuidado de prisioneros ancianos y discapacitados. El 2 de septiembre de 1927 el guardia Grant Weakly murió durante un intento de fuga mientras escoltaba prisioneros a una cita médica. Poco después los fugitivos Patrick Riley y Fred Kellogg fueron capturados cerca de Nuevo Lexington, Ohio.

## Después del cierre
La prisión fue adquirida para uso como refinería de combustible. Brubaker, película protagonizada por Robert Redford en 1980, fue filmada dentro de los edificios de la prisión. A principio de los años 1990 Pizza Perry County ocupó el ala de educación para la fabricación de pizzas. Toda la prisión fue demolida en la primavera de 2002.